# SATRO-EKG

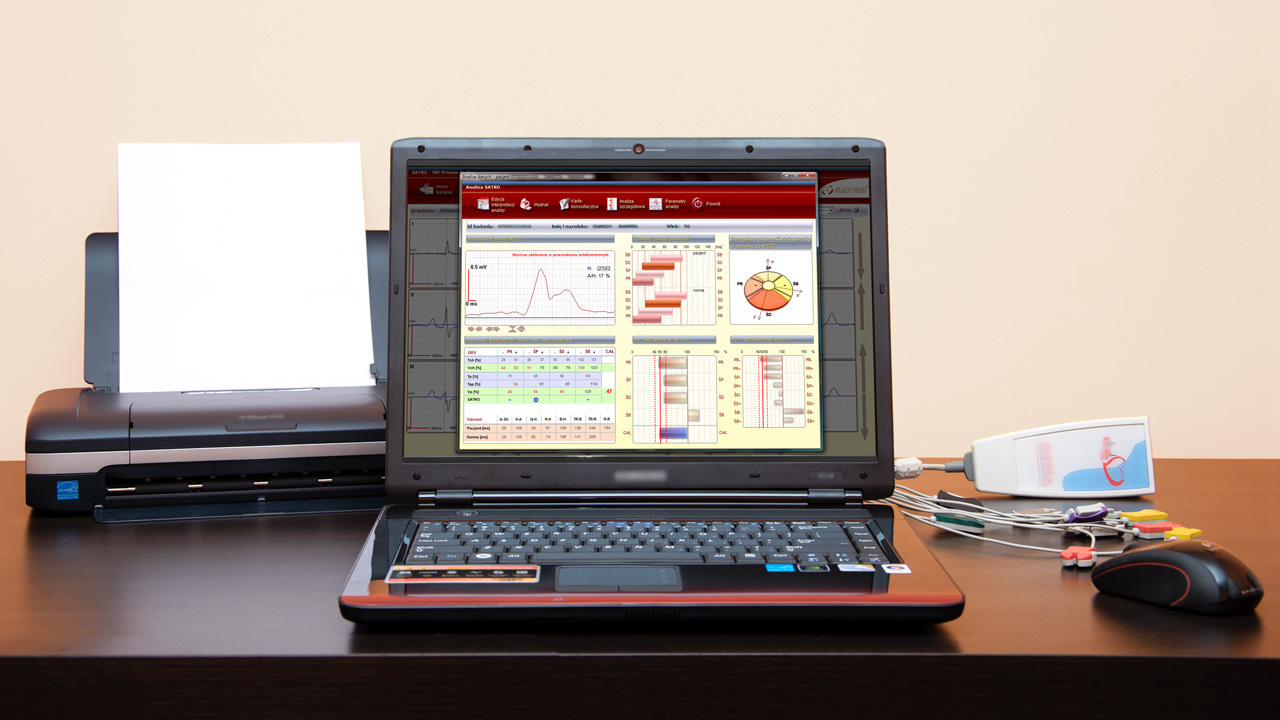
System SATRO-EKG

SATRO-EKG – program komputerowy do analizy sygnałów elektrokardiologicznych bazujący na modelu SFHAM, umożliwiający ocenę aktywności elektrycznych mięśnia sercowego, a tym samym wczesne wykrywanie zmian niedokrwiennych mięśnia sercowego.

## Badania skuteczności
Dotychczasowe badania skuteczności metody SATRO-EKG w stosunku do scyntygrafii perfuzyjnej SPECT przeprowadzone w Wojskowym Instytucie Medycznym w Warszawie oraz na Akademii Medycznej we Wrocławiu wykazały możliwość zastosowania tej metody do wykrywania choroby niedokrwiennej serca. Uzyskano bardzo wysoką czułość oraz swoistość w wykrywaniu tej choroby.
Czułości (Se), swoistości (Sp), wartości predykcyjne wyników dodatnich (PV(+)) oraz ujemnych (PV(-)) zostały przedstawione w tabeli poniżej:
| Badanie referencyjne          | Se[%] | Sp[%] | PV(+)[%] | PV(-)[%] |
| ----------------------------- | ----- | ----- | -------- | -------- |
| SATRO-EKG – SPECT (spoczynek) | 100   | 74    | 86       | 100      |
| SATRO-EKG – SPECT (wysiłek)   | 100   | 83    | 92       | 100      |

Porównanie wyników SATRO=EKG - SPECT (wysiłkowe) otrzymane dla poszczególnych fragmentów mięśnia sercowego podane są w tabeli poniżej:  
|          | PR | SP | SD | SB |
| -------- | -- | -- | -- | -- |
| Se[%]    | 98 | 93 | 97 | 89 |
| Sp[%]    | 90 | 90 | 84 | 93 |
| PV(+)[%] | 70 | 81 | 89 | 77 |
| PV(-)[%] | 98 | 96 | 95 | 97 |

gdzie: PR - przegroda międzykomorowa, SP - ściana przednia, SD - ściana dolna, SB - ściana boczna.
Rezultaty badań wskazują na wysoką korelację pomiędzy wynikami badania SATRO-EKG i SPECT w przypadku wykrywania choroby niedokrwiennej serca.  

## Zastosowanie
Zaletą tej metody jest szybka i dokładna analiza pomiarów EKG wykonanych w spoczynku co umożliwia:
- łatwy i bezpieczny pomiar
- wykrywanie choroby niedokrwiennej serca z bardzo wysoką czułością i swoistością diagnostyczną
- wczesną profilaktykę choroby wieńcowej, obiektywną, a nie tylko statystyczną ocenę ryzyka
- monitorowania efektów leczenia oraz wczesnej kwalifikacji pacjenta do badań referencyjnych np. PTCA, SPECT itp.
- analizę skuteczności poszczególnych substancji biologicznie czynnych (leków, nutriceutyków, suplementów diety) oraz innych metod oddziaływania (np. medycyny fizykalnej)

Jest elementem diagnostycznym Programu Powszechnej Profilaktyki i Terapii Choroby Niedokrwiennej Serca w opracowanym międzynarodowym projekcie na potrzeby Rady Społeczno-Gospodarczej ONZ. 